# Briobecca Urayasu Ichikawa
Briobecca Urayasu Ichikawa (em japonês:  ブリオベッカ浦安・市川 - Buriobekka Urayasu Ichikawa) é um clube de futebol japonês, sediado em Kashiwa. Atualmente compete na Japan Football League, a quarta divisão nacional.

## História
O clube foi fundado como Urayasu Junior Football Club em 1989. O primeiro nome (Briobecca) é uma mistura de "Brionac" (um tipo de lança da mitologia celta) e Becca (navio usado para coletar nori, uma alga usada na culinária japonesa e típica da região de Chiba
Entre 2012 e 2015 (as 2 primeiras temporadas como Urayasu Soccer Club e em 2015 como Briobecca Urayasu), disputou a Liga de Futebol de Kanto e subiu para a Japan Football League de 2016, caindo para a liga regional na edição seguinte após terminar em 15º. Após 5 anos, voltou à JFL em 2023 e foi vice-campeão.
Em dezembro de 2024, o clube anunciou a mudança de nome para Briobecca Urayasu Ichikawa em uma de suas tentativas para ingressar na J.League.

## Treinadores
- Yoshiyuki Saito (2011–2017)
- Kei Shibata (2017)
- Masashi Hachuda (2018)
- Tomohiko Suzui (2018–2019)
- Satoshi Tsunami (2019–)